# 篠原響
篠原 響（しのはら ひびき、2006年9月20日 - ）は、愛知県名古屋市出身のプロ野球選手（投手）。右投右打。埼玉西武ライオンズ所属。

## 経歴

### プロ入り前
小学校1年生のときに野球を始め、名古屋市立日比野中学校時代は硬式野球の『愛知尾州ボーイズ』でプレーした。
福井工業大学附属福井高校では1年春からベンチ入りした。2年夏の福井大会では敦賀工業との準々決勝に先発し、4回2/3を無失点に抑えたが、続く福井商業との準決勝では登板機会がなく、チームも敗退。2年秋も登板機会がなく、敦賀気比との県大会初戦で敗退したが、3年時はエースの酒井大地と二枚看板を形成した。3年春は敦賀気比との県大会決勝で自己最速の148km/hを計測して1失点完投勝利を挙げるなど、36回1/3を投げて46奪三振を記録し、北信越大会ベスト4。3年夏は北陸との福井大会準々決勝に敗れた。甲子園出場経験はなし。
2024年10月24日に開催されたドラフト会議にて、埼玉西武ライオンズから5位指名を受けた。11月6日には契約金2500万円・年俸700万円（金額はいずれも推定）で仮契約を締結。12月1日に新入団選手発表会が行われ、背番号は52と発表された。担当スカウトは安達俊也。

## 選手としての特徴
最速153km/hのストレート、スライダー、フォークなどを投じる。

## 詳細情報

### 背番号
- 52（2025年[17] - ）